# Piazza della Repubblica (Florença)
A Piazza della Repubblica (em portuguêsː Praça da República) é uma praça construída em 1888, após a demolição do gueto judeu. Está localizada no centro da comuna italiana de Florença, na região da Toscana.

## História
No século I a.C., quando a cidade era um castrum romano, a região da praça serviu como um Fórum e havia um templo dedicado à Tríade Capitolina.
Na Idade Média, o local foi cercado por torres de famílias nobres de Florença e serviu como Mercado Antigo (Mercato Vecchio). No ano de 1431, foi instalado na praça uma estátua representando a Abundância, esculpida por Donatello. Um sino, que se localizava no topo da coluna, era tocado na abertura e fechamento do mercado.
Em 1571, o Grão-Duque Cosme I obrigou os judeus a morarem nesta área da cidade, transformando o local em um gueto judeu.
Em 20 de outubro de 1721, a estátua da Abundância sofre uma queda e se destrói. Foi substituída por uma cópia feita por Giovanni Battista Foggini.
Para movimentar a economia local, que passava por uma crise, um projeto de revitalização é feito na região. Nos anos de 1860, Luigi Del Sarto e Edoardo Rimediotti são contratados para projetar, no local do Mercado Antigo, o Mercato delle Vettovaglie. No início dos anos de 1880, o jornalista Giulio Piccini, da Firenze Sotterranea, denuncia por diversas vezes as condições sanitárias insalubres dos moradores do gueto. O projeto é aprovado pela Administração Municipal, em 1883. No ano de 1885, os municípios ganharam amplo poder de desapropriação para utilização pública. Um novo projeto foi elaborado por Rimediotti, que foi aprovado em 1888. Neste mesmo ano, começaram as demolições das casas e comércios do gueto, das torres medievais, das igrejas, da Sede das Artes e a estátua da Abundância foi transferida para o Museu Nacional de San Marco. Em 1890, a praça foi batizada de Piazza Vittorio Emanuele, em homenagem a primeiro rei da Itália, e foi instalado uma estátua equestre representando o rei, feito por Emilio Zocchi. Em 1932, a estátua foi transferida para a praça do Cascine.
Em abril de 1947, a praça foi rebatizada para Piazza della Repubblica, em homenagem a recente Proclamação da República, declara em 1946. Em 1956, o Comitê Florentino para a Estética da Cidade reinstala a coluna de granito com uma cópia da estátua da Abundância, esculpida por Mario Moschi.
Em 2018, com a repavimentação da praça, surgiram as fundações dos edifícios demolidos no ano de 1888.

## A praça
A praça possui uma planta retangular, com 75 metros de comprimento e 100 metros de largura, e é circundada por edifícios no lado norte e sul, pela Via Roma no lado leste e pela Via Brunelleschi no seu lado oeste. Na praça há um o monumento chamado de Coluna da Abundância (Colonna dell'Abbondanza), um antigo carrossel, e cafeterias.

## Pontos de interesse

### Coluna da Abundância
É uma estátua, escupida por Mario Moschi e instalada sobre uma coluna de granito. A estátua representa a Abundância, segurando uma cornucópia. A primeira estátua foi esculpida em arenito preto, feita por Donatello. Essa estátua caiu e foi totalmente destruída. A estátua foi substituída por uma cópia, esculpida por Giovanni Battista Foggini. Durante a revitalização da cidade, a estátua foi transferida para o Museu Nacional de San Marco. Tempos depois, a coluna volta para a praça, mas com uma cópia da estátua feita por Moschi. Este monumento marca o centro da antiga cidade romana, onde cruzavam as vias Cardo e Decúmano.

### Palazzo dell'Arcone
É um palácio de construído em 1892, projetado pelo arquiteto Vincenzo Micheli. O edifício é de propriedade privada e utilizado para fins comerciais. No edifício há um grande arco central (Arcone) que interliga a Piazza della Repubblica com a Via Strozzi. Acima do grande arco, foi instalado um quadro com a inscrição de Isodoro Del Lungoː "L'antico centro della città da secolare squallore a vita nuova restituito" (O antigo centro da cidade da miséria secular para a nova vida retornou). Este quadro foi ladeado com estátuas que representam as Belas artesː Escultura, Pintura, Música e Arquitetura.

### Cafeterias históricas
Ao redor da praça, há cafeterias históricas que serviram como pontos de encontro de intelectuais e artistas. Há o Caffè Gilli, inaugurado no início do século XX e de estilo Belle Époque; e o Caffè Paszkowski, inaugurado em 1846 e foi declarado Monumento Nacional em 1991.

## Galeria de fotos

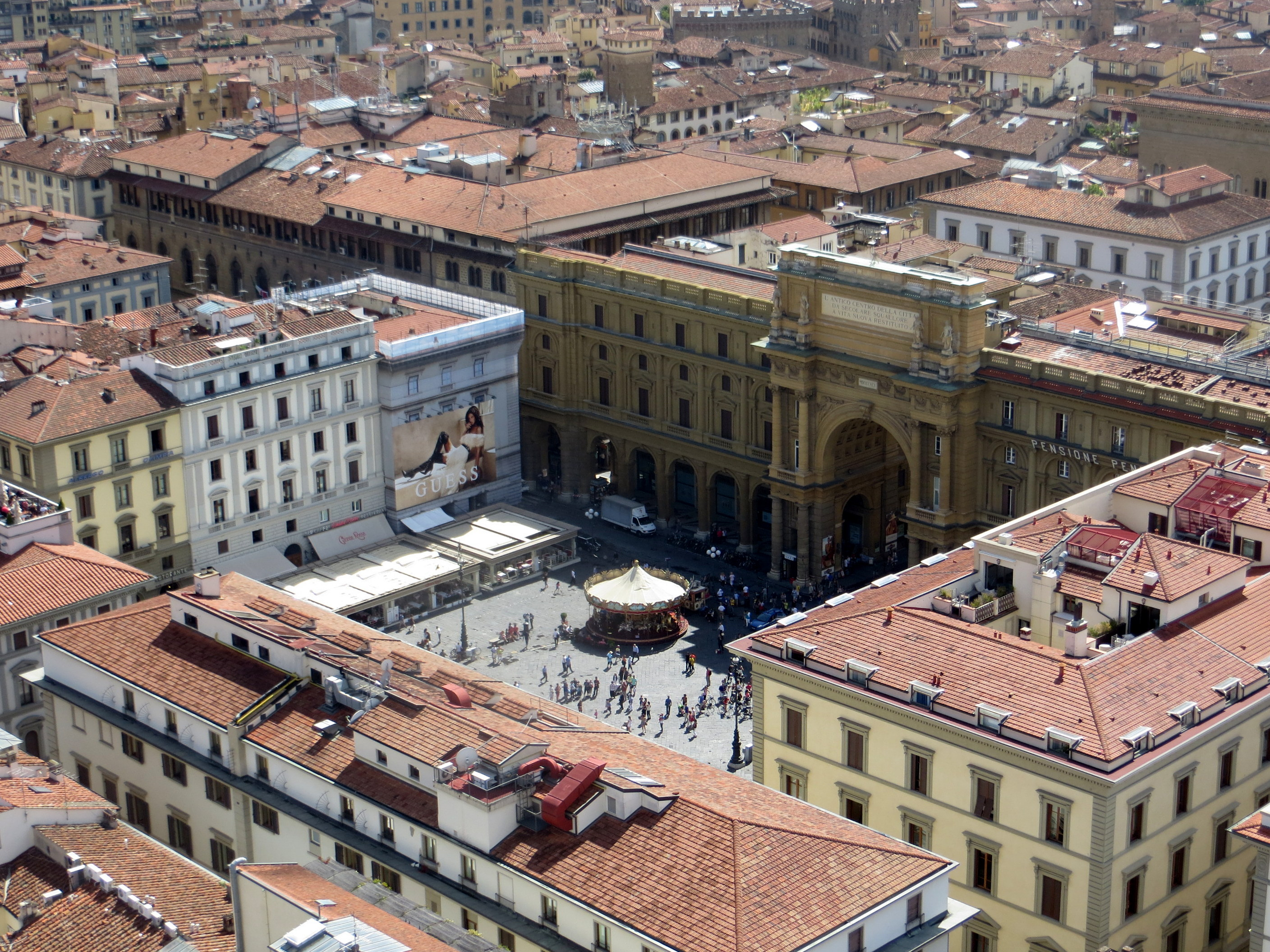
Vista aérea
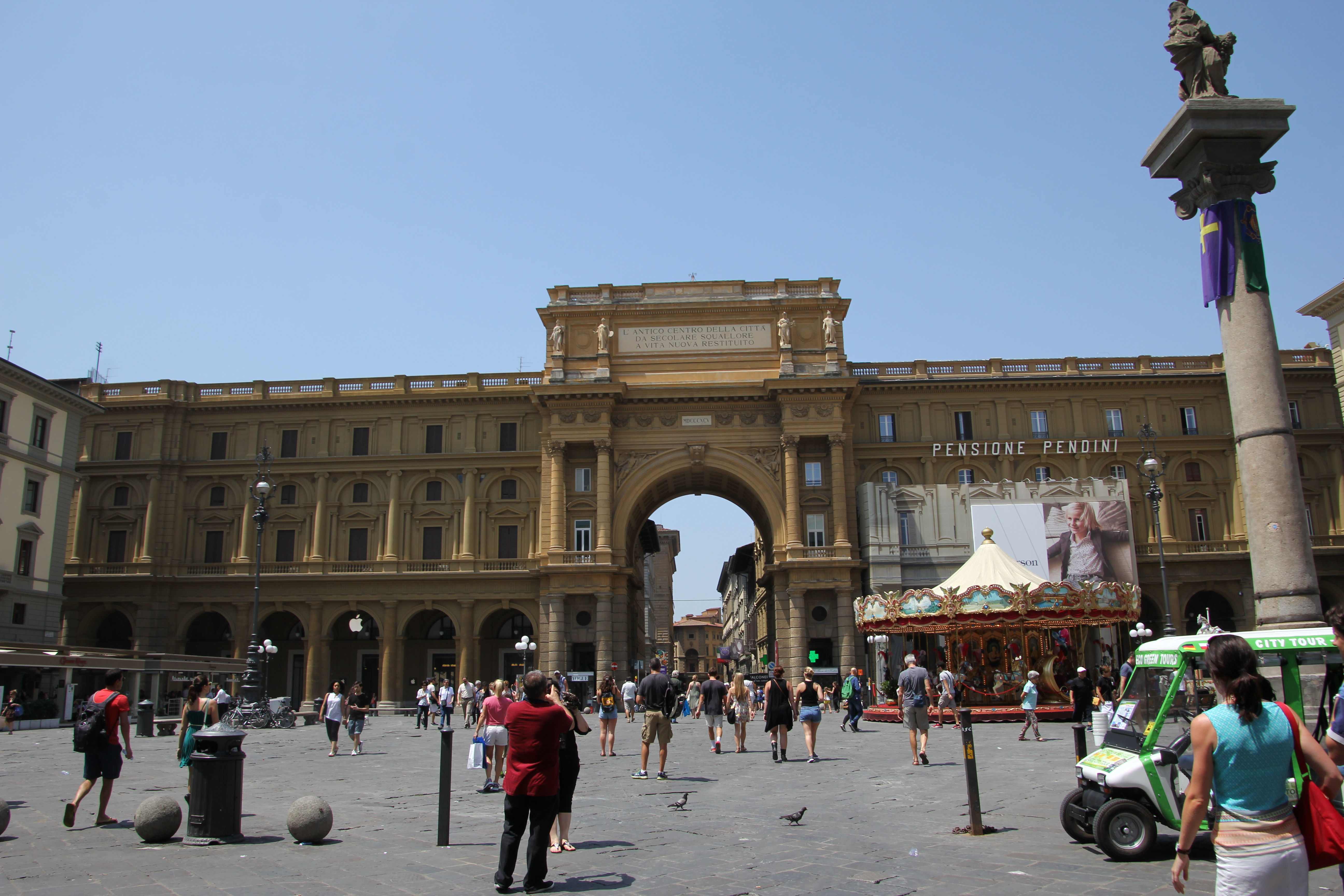
Coluna da Abundância (direita), o antigo carrosel e o Arcone.
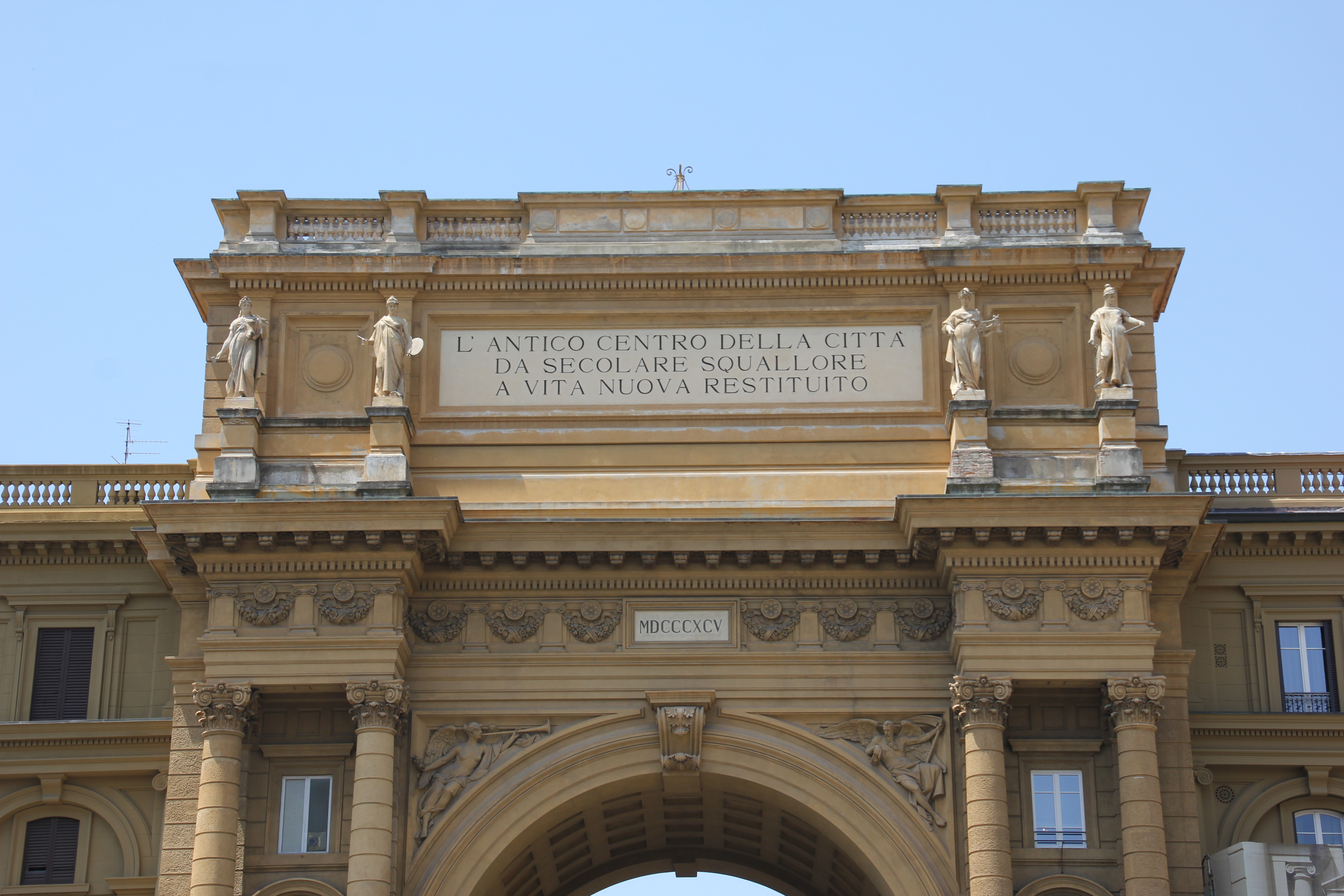
Parte superior do Arcone
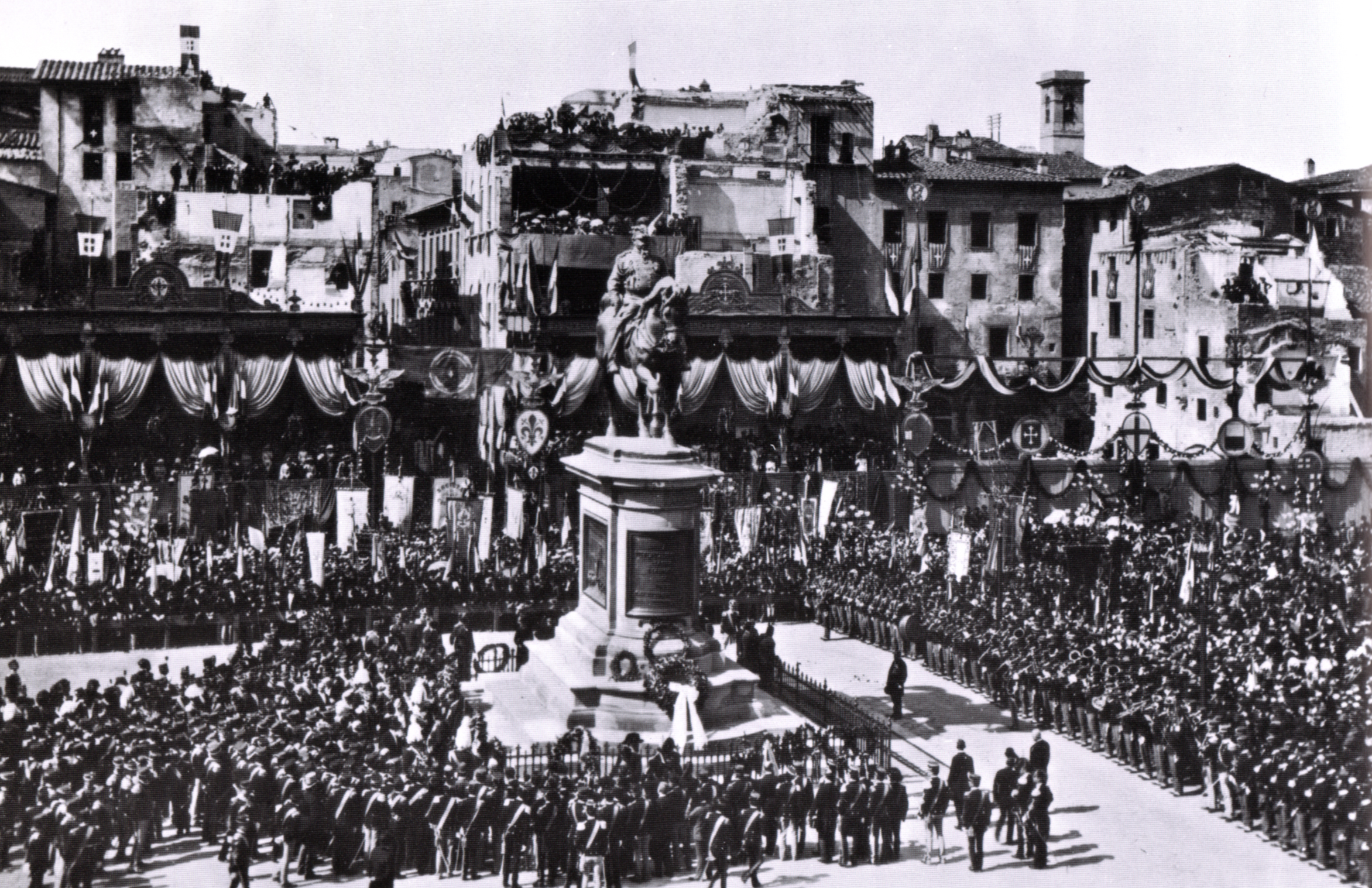
Foto tirada em 20 de setembro de 1890.
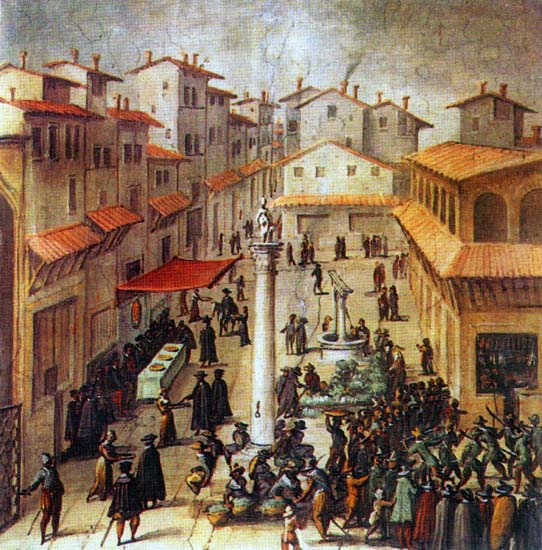
Pintura de Johannes Stradanus. A praça antes das demolições do século XIX.